# Saint-Évariste-de-Forsyth
Saint-Évariste-de-Forsyth ist eine Gemeinde im südlichen Teil der kanadischen Provinz Québec. 2006 zählte sie 647 Einwohner auf einer Fläche von 111,22 km². Sie ist Teil der regionalen Grafschaftsgemeinde (municipalité régionale de comté) Beauce-Sartigan in der Verwaltungsregion Chaudière-Appalaches.